# Boris Akopov
Boris Akopov (Mosca, 30 marzo 1985) è un regista russo.

## Filmografia parziale

### Regista
- Raj (2016)
- Byk (2019)